# Polliwog
Polliwog est un festival itinérant de musique rock, principalement metal, ayant existé au Québec de 1996 à 2002.

## Histoire
Créé en 1996, le festival Polliwog sillonne chaque été le Québec, les têtes d'affiche s'y produisant dans cinq villes de la province. Jonquière, Rouyn-Noranda, Port-Cartier, Montréal et Québec ont accueilli la tournée. Les spectacles sont,sauf exception, tenus à l'extérieur au cours d'une même journée.
Les musiciens invités chaque année étaient principalement francophones, avec une forte concentration de groupes québécois mais aussi venus d'Europe, tels Mass Hysteria ou encore Lofofora et Watcha à l'été 2000. La musique metal et certaines déclinaisons de la musique alternative, notamment le punk, y étaient à l'honneur. Les artistes, même ceux s'écartant de ces créneaux musicaux, étaient à l'époque considérés underground, par exemple le groupe rap Loco Locass, au nombre des invités en 2000. Parmi les têtes d'affiches notables du côté anglophone, Cannibal Corpse, Anthrax (1998) et Slaves on Dope.
La sixième édition, présentée en 2001, est considérée comme un échec alors qu'une grosse pointure du rock alternatif canadien, le groupe The Tea Party, est engagé comme tête d'affiche. Cette ouverture vers la musique plus commerciale, particulièrement hors des grands centres de Montréal et Québec où les spectacles ne sont plus gratuits et coûtent 25 dollars, ne convainc pas le public. Faute de commanditaires et de partenaires, l'édition 2002 ne passe que par ces deux villes durant l'été, joignant ses forces en août au festival Envol et macadam à Québec avant de visiter Port-Cartier, Rouyn-Noranda et Jonquière à l'automne. C'est la septième et dernière présentation de Polliwog.
Parmi les sites ayant accueilli Polliwog : l'Île McCormick à Port-Cartier, le stade Richard-Desmeules de Jonquière, le parc Cartier-Brébeuf de Québec, le terrain Jacques-Laperrière à Rouyn-Noranda, le parc Jeanne-Mance de Montréal ainsi qu'un spectacle de clôture dans cette dernière ville au Métropolis. Le spectacle du parc Jeanne-Mance est en 2001 diffusée en direct sur Internet.
Plusieurs disques compilation enregistrés live ont également été publiés au fil des ans.

## Concours Polliwog
Le concours Polliwog précède de quelques années les premières tournées. Il débute en 1991. Une fois la tournée itinérante créée, le concours avait lieu en salle durant l'automne et l'hiver et offrait entre autres prix la chance à un groupe de gagner une place au festival de l'été suivant. Parmi les gagnants : Redcore en 1998, Gou-H et Ludger, deux groupes de Sept-Îles en 2001 et 2002, respectivement,.